# Yves Briguet
Yves Briguet (Lens, 10 aprile 1964) è un pilota motociclistico svizzero, ritiratosi dall'attività agonistica.

## Carriera
Nel 1989 gareggia nel campionato europeo classe 250 dove, in sella ad una Yamaha, si classifica quindicesimo; la stagione successiva ottiene un podio e chiude quattordicesimo, stessa posizione che ottiene nel 1991. Nel 1992 fa il suo esordio mondiale disputando l'intera stagione della classe 250 con una Honda, ottiene come miglior risultato un sedicesimo posto in occasione del Gran Premio d'Olanda. Nel 1994 vince il titolo europeo della Supersport 600.
Nelle stagioni 1995 e 1996 disputa il Thunderbike Trophy (classe riservata a motociclette da 600 cm³ con motori a quattro tempi con quattro cilindri) e, nuovamente con Honda, chiude entrambe le edizioni al secondo posto, conquistando tre vittorie e nove piazzamenti a podio complessivi.
Nel 1995 inoltre, disputa gli ultimi tre eventi del campionato mondiale Superbike, conquistando tre punti iridati, tutti in occasione Gran Premio di Indonesia.
Nel 1997 è tra i piloti titolari nell'edizione inaugurale del campionato mondiale Supersport. In particolare, in sella ad una Suzuki, concorre per il titolo chiudendo al terzo posto, staccato di undici punti dal vincitore. Nel 1998, con una Ducati del team Endoug Marchesi Cor., porta a termine due sole gare in calendario: quelle in territorio britannico a Donington e Brands Hatch, concludendo in entrambi i casi con un podio. Nel 1999 disputa la prima parte di stagione con una Suzuki ottenendo ventidue punti ed il diciassettesimo posto in classifica piloti. Il 2000 vede l'ultima partecipazione di Briguet nel mondiale Supersport, con una Ducati 748 del team D.F.X. Racing ottiene gli ultimi punti in occasione del Gran Premio di Assen.

## Risultati in gara

### Motomondiale
| 1992 | Classe | Moto  |    |     |     |    |     |    |    |    |     |     |    |    |    |  |  | Punti | Pos. |
| ---- | ------ | ----- | -- | --- | --- | -- | --- | -- | -- | -- | --- | --- | -- | -- | -- |  |  | ----- | ---- |
| 1992 | 250    | Honda | 18 | Rit | Rit | 25 | Rit | 21 | 21 | 16 | Rit | Rit | 22 | 18 | 18 |  |  | 0     |      |

| 1995 | Classe             | Moto  |    |    |    |   |   |   |   |   |    |     |    |    |   |  |  | Punti | Pos. |
| ---- | ------------------ | ----- | -- | -- | -- | - | - | - | - | - | -- | --- | -- | -- | - |  |  | ----- | ---- |
| 1995 | Thunderbike Trophy | Honda | NE | NE | NE | 1 | 1 | 9 | 3 | 1 | 13 | Rit | NE | NE | 5 |  |  | 112   | 2º   |

| 1996 | Classe             | Moto  |    |    |    |   |   |   |   |   |    |   |   |    |   |    |    | Punti | Pos. |
| ---- | ------------------ | ----- | -- | -- | -- | - | - | - | - | - | -- | - | - | -- | - | -- | -- | ----- | ---- |
| 1996 | Thunderbike Trophy | Honda | NE | NE | NE | 3 | 3 | 5 | 3 | 3 | 15 | 5 | 4 | NE | 2 | NE | NE | 120   | 2º   |

| Legenda | 1º posto        | 2º posto            | 3º posto            | A punti      | Senza punti        | Grassetto – Pole position Corsivo – Giro più veloce |
| Legenda | Gara non valida | Non qual./Non part. | Ritirato/Non class. | Squalificato | '-' Dato non disp. | Grassetto – Pole position Corsivo – Giro più veloce |

### Campionato mondiale Superbike
| 1995 | Moto  |  |  |  |  |  |  |  |  |  |  |  |  |  |  |  |  |  |  |    |     |    |    |     |     |  |  | Punti | Pos. |
| ---- | ----- |  |  |  |  |  |  |  |  |  |  |  |  |  |  |  |  |  |  | -- | --- | -- | -- | --- | --- |  |  | ----- | ---- |
| 1995 | Honda |  |  |  |  |  |  |  |  |  |  |  |  |  |  |  |  |  |  | 19 | Rit | 15 | 14 | Rit | Rit |  |  | 3     | 52º  |

| Legenda | 1º posto        | 2º posto            | 3º posto           | A punti      | Senza punti        | Grassetto – Pole position Corsivo – Giro più veloce |
| Legenda | Gara non valida | Non qual./Non part. | Ritirato/Non class | Squalificato | '-' Dato non disp. | Grassetto – Pole position Corsivo – Giro più veloce |

### Campionato mondiale Supersport
| 1997 | Moto   |     |     |   |   |   |   |   |   |   |   |   | Punti | Pos. |
| ---- | ------ | --- | --- | - | - | - | - | - | - | - | - | - | ----- | ---- |
| 1997 | Suzuki | Rit | Rit | 5 | 2 | 3 | 4 | 5 | 3 | 9 | 2 | 2 | 134   | 3º   |

| 1998 | Moto   |   |     |     |     |     |     |     |   |     |    |  | Punti | Pos. |
| ---- | ------ | - | --- | --- | --- | --- | --- | --- | - | --- | -- |  | ----- | ---- |
| 1998 | Ducati | 2 | Rit | Rit | Rit | Rit | Rit | Rit | 3 | Rit | NP |  | 36    | 12º  |

| 1999 | Moto   |    |     |   |   |     |     |  |  |    |  |  | Punti | Pos. |
| ---- | ------ | -- | --- | - | - | --- | --- |  |  | -- |  |  | ----- | ---- |
| 1999 | Suzuki | 11 | Rit | 7 | 8 | Rit | Rit |  |  | NP |  |  | 22    | 17º  |

| 2000 | Moto   |    |     |     |     |    |    |     |     |    |    |     | Punti | Pos. |
| ---- | ------ | -- | --- | --- | --- | -- | -- | --- | --- | -- | -- | --- | ----- | ---- |
| 2000 | Ducati | 18 | Rit | Rit | Rit | 20 | 19 | Rit | Rit | 11 | 17 | Rit | 5     | 35º  |

| Legenda | 1º posto        | 2º posto            | 3º posto           | A punti      | Senza punti        | Grassetto – Pole position Corsivo – Giro più veloce |
| Legenda | Gara non valida | Non qual./Non part. | Ritirato/Non class | Squalificato | '-' Dato non disp. | Grassetto – Pole position Corsivo – Giro più veloce |